# 선비어
선비어(鮮卑語)는 선비족(鮮卑族)이 썼던 말이다. 선비족의 소멸과 더불어 현재는 사어가 되었다. 선비어가 어떤 언어 계통에 속하는지에 대해서는 오랫동안 논쟁이 계속되고 있으며 튀르크어족과 몽골어족 등 다양한 가설이 제기되고 있으나 모두 정설에는 이르지 못하였다. 중국 문헌에서는 이언(夷言), 북어(北語), 호어(胡語), 호언(胡言) 등으로 불렀다. 선비족이 사용한 고대 몽골어의 일종으로 몽골어족에 속하지만, 돌궐어족과 퉁구스어족의 영향을 받았다. 보수적으로 사용했던 시기는 2~3세기 교체기에서 7세기 중엽까지이며, 동진(東晉) 및 오호십육국(五胡十六國)에서 북조(北朝) 시기 광범위하게 중국 중원(中原)을 장악한 선비족이 사용한 모어(母語)였다. 여러 분파 중에 탁발선비(拓跋鮮卑)를 중심으로 하는 각 왕조는 이들이 사용한 탁발선비어가 당시 중국 북부 관방 표준어가 되었으니 이를 '국어(國語)'라 하였다. 탁발선비어는 한때 중국 북방에서 중국어 다음 가는 영향력을 가진 언어가 되었다. 북위(北魏)에 이르러 효문제(孝文帝)와 풍태후(馮太后)는 한화개혁(漢化改革)을 실시하도록 지시, 낙양(洛陽)으로 천도하였고 중국어가 선비어를 대체하도록 하였고, 선비어 성명을 중국식 성명으로 고쳤으며 중원에 들어온 선비는 선비어 사용을 금지하였으니, 선비어의 생존 공간은 대폭 줄어들게 되었다. 육진의 난(六鎭之亂) 이후, 한화가 덜 된 육진(六鎭)의 부(部)는 다시 한번 선비어 사용을 추진하였고, 중국 북부는 선비화(鮮卑化) 열풍이 불었다. 북제(北齊)와 북주(北周)가 망한 이후, 수당(隋唐)대에는 선비라는 명칭은 소실되었으며, 독립 민족이 되지 못하였고 이로 인해 선비어도 사라졌다.
선비어는 자기의 문자가 없으나 북위의 개혁 과정 중에 옛 중국 문헌을 통하여 현대 언어학자들에게 선비어를 해독할 수 있는 단서를 남겨두었다. 북위는 선비식 이름을 중국식 이름으로 고치면서 기본적으로 음역(音譯)과 의역(意譯) 두 방식이 있었다. 음역 방식은 선비어의 어음 정보를 제공하며 의역 방식은 선비어-중국어 어휘 의미 대조를 할 수 있다. 예를 들어 성씨 탁발(拓跋)을 원(元)으로, 독고(獨孤)를 유(劉)로, 하뢰(賀賴)를 하(賀)로, 보륙고(步六孤)를 육(陸)으로, 토해(吐奚)를 고(古)로 고쳤으며, 가한(可汗)을 황제(皇帝)로, 가돈(可敦)을 황후(皇后)로, 막하(莫賀)를 아버지[父]로, 마돈(麽敦)을 어머니[母]로, 아간(阿干)을 형(兄)으로 고쳤다. 시라토리 구라키치(白鳥庫吉)와 방장유(方壯猷) 등 현대 학자들은 우선 정확하게 이러한 어휘의 원 이름과 중국식 이름을 선비어 어음과 어의로 한 것이 중국어 어음과 어의에 대응하는 관계라는 것을 알았으며, 또한 대비연구를 진행하였다. 예를 들어 '阿干'을 '兄'으로 번역한 것은, 몽골어, 만주-퉁구스어, 돌궐어족의 여러 언어의 어음과 대조하여, /*aka(n)~*aga(n)~*axa(n)~*aki(n)/이 된다.
『후한서(後漢書)』, 『진서(晉書)』, 『북사(北史)』, 『위서(魏書)』, 『주서(周書)』, 『북제서(北齊書)』, 『남사(南史)』, 『송서(宋書)』, 『남제서(南齊書)』, 『양서(梁書)』, 『진서(陳書)』, 『수서(隋書)』 등 사서 기재에 의하면, 최소 관방에서 허다하게 사용한 선비어 서적이 지금 하나도 남아있지 않으며, 선비어 비석, 동전, 명문 등의 유물도 남아 있지 않으며, 심지어 선비어가 어떠한 문자를 사용하여 썼는지도 모른다. 현재 유일한 선비어 연구 방식은 중국 사서에 사용된 한자 주음의 선비족 인명과 지명을 참고하는 것뿐이다.

## 귀속
선비어는 보통 몽골어족에 속한다. 사서의 기재에 의하면 선비족은 동호(東胡)의 유민이며, 또한 동호어는 오환어(烏桓語)에 가까우며, 오환어는 선비어에 가깝다고 적었으나, 후에 고막해어(庫莫奚語)는 토욕혼어(吐谷渾語)에 가깝고, 토욕혼어는 거란어(契丹語)에 가깝고, 거란어는 몽골어에 가깝다.
최근 탁발부 언어가 몽골어계라는 설의 증거가 매우 유력하다. 예를 들어, 중국 문헌에 탁발부 언어에 대한 음역과 거란문자(契丹文字)에 해독해 내었던 거란어(契丹語)의 어휘는 상당히 비슷하며, 모두 몽골어와 매우 가깝다. '개[狗]'를 뜻하는 탁발어는 *ɲaqan, 거란어는 *ɲaq, 몽골어 문어는 noqai이다. '말하다[云]'는 탁발어로 *eulen, 거란어로 *eul, 몽골어 문어는 egüle-n이다.

## 구분
현재 선비어의 이해는 지나치게 적으며, 언어학자들은 역사학자가 선비족 부락 구분에 따라 선비어에서의 각종 언어나 방언을 가리키는데 직접 사용한다. 유연어(柔然語), 오환어(烏桓語), 탁발선비어(拓跋鮮卑語), 모용선비어(慕容鮮卑語), 토욕혼어(吐谷渾語), 실위어(室韋語), 거란어(契丹語), 원몽골어(原蒙古語) 등이 있다.

## 문자
『수서(隋書)』「지(志)27·경적(經籍)1」에는 선빙어를 사용하여 중국 전통 한문 서적을 번역한 기록이 있다. 예를 들어 『國語孝經』，정현(鄭玄) 주(注) 『論語』, 『集解論語』, 『集注論語』, 『論語釋疑』, 『論語釋』, 『論語體略』, 『論語旨序』, 『論語雜問』, 『論語標指』, 『論語難鄭』, 『論語別義』, 『論語義疏』, 『論語述義』, 『論語講疏文句義』, 『孔子正言』, 『孔子家語』, 『孔叢』, 『論語孔子弟子目錄』, 『爾雅』, 『集注爾雅』, 『爾雅圖』, 『爾雅音』, 『小爾雅』, 『廣雅』, 『廣雅音』, 『方言』, 『釋名』, 『辨釋名』, 『五經音』, 『五經正名』, 『五經大義』, 『五經然否論』, 『五經異義』, 『五經拘沈』, 『五經義』, 『五經通義』, 『五經要義』, 『五經雜義』, 『五經析疑』, 『五經宗略』, 『長春義記』, 『大義』, 『經典大義』, 『白虎通』, 『諡法]]》等等。此外還有『千字文』, 『勤學』, 『少學』, 『說文』, 『字林』, 『國語』, 『鮮卑語』, 『國語物名』, 『國語眞歌』, 『國語號令』, 『國語雜文』, 『鮮卑號令』, 『國語雜物名』, 『國語御歌』, 『國語十八傳』, 『河洛語音』, 『雜號令』 등이 있다. 모두 108부의 도서, 447권으로 구성되어 있다. 이외에도 당(唐)대 초기에 편찬된 『수서(隋書)』에는 망실된 도서 135부 569권이 있다고 전한다. 이상 이러한 선비어 도서들은 현재 한 권도 전하고 있지 않기에 문자를 고증할 방법이 없다. 다만 초기에 이들이 몽골고원의 돌궐어족(突厥語族) 민족과 접촉하였기에 고돌궐문자(古突厥文字)를 접하였고, 이후 중원에 들어가서는 한자를 사용하여 선비어음을 기록하였을 수도 있다.
2019년 토욕혼(吐谷渾) 가한 모용낙갈발(慕容諾曷鉢)의 아들 모용지(慕容智)의 묘지명이 출토되었으며, 모용지 묘지석(墓誌石) 옆면에는 알 수 없는 문자로 된 글이 두 줄 새겨져 있음이 확인되었다. 감숙성문물고고연구소(甘肅省文物考古硏究所) 류빙빙(劉兵兵), 천궈커(陳國科), 사천챠오(沙琛喬) 등이 현재 알려져 있는 문자나 부호와 대비하는 작업을 거쳐, 해당 문자는 거란대자(契丹大字)와 가장 근접하며, 거란어(契丹語)는 원래 동호-선비-오환어 계통에 기반하여 발전해 왔다는 것과 관련되며, 또한 토욕혼이 사용한 언어는 선비어로 두 문자는 형태상 유사성은 모용지 묘지석 문자가 오래전 사라진 선비계 문자라는 것을 공식적으로 발표하였기에, 이 문자는 '토욕혼문(吐谷渾文)'이라고 칭할 수 있다.

## 참고자료
1. ↑  白鳥庫吉 (1911—1912年). ““東胡民族考””. 《《史學雜誌》》 (일본어) (日本东京). 第21—24期.
2. ↑  姚薇元 (1958年). 《《北朝胡姓考》》 (중국어 정체). 中国北京: 科学出版社. 第60页쪽.
3. ↑  聂鸿音 (2001年). ““鲜卑语言解读述论””. 《《民族研究》》 (중국어 (중국)) (中国北京) 第1期: 第63—70页.
4. ↑  方壮猷 (1930年8月). ““鲜卑语言考””. 《《燕京学报》》 (중국어 정체) (中国北平) 第8期: 第1429—1468页.
5. ↑  乌其拉图 (2002年11月), ““《南齐书》中部分拓跋鲜卑语名词的复原考释””, 《《内蒙古社会科学》》 (중국어 (중국)) (中国内蒙古呼和浩特), 第23卷第6期: 第103页
6. ↑  王沈, 『三國志』「魏書·鮮卑傳」, "其言語習俗與烏丸同." 『後漢書』「鮮卑傳」, "其言語習俗與烏桓同."
7. ↑  Pullyblank (1962) p.239以下 や 영어: Ligeti (1970) によると、鮮卑語（特に拓跋語）の特徴はモンゴル語と近似するという。《『騎馬民族史1』p9 注15、p218 注2》
8. ↑  
武内康則 (2013). “最新の研究からわかる契丹文字の姿”. 《アジア遊学》 (東京: 勉誠出版) 160 (契丹[遼]と10～12世紀の東部ユーラシア): 156–165.
9. ↑  《隋书·卷32·志第二十七·经籍一》}}
10. ↑  刘兵兵  陈国科  沙琛乔 (2021年), “《唐《慕容智墓志》考释》”, 《《考古与文物》》 (第02期), 84–93쪽, 2021년 11월 9일에 원본 문서에서 보존된 문서, 2021년 11월 10일에 확인함

## 같이 보기
- 선비몽골어족
- 선비오환어파
- 선비족
- 유연어

## 참고문헌
- Peter A. Boodberg, The Language of the T'o-pa Wei
- Louis Bazin, Recherches sur les parlers T'o-pa (5e siècle après J.C.)